# Алексієвка (присілок, Біжбуляцький район)
Алексі́євка (рос. Алексеевка, башк. Алексеевка) — присілок у складі Біжбуляцького району Башкортостану, Росія. Входить до складу Біжбуляцької сільської ради.
Населення — 303 особи (2010; 274 в 2002).
Національний склад:
- чуваші — 76 %